# Sevda Mammadaliyeva
Sevda Yusif gizi Mammadaliyeva (Bakú, 14 de noviembre de 1946) es una académica y profesora azerbayana. Actualmente se desempeña como Viceministra de Cultura de la República de Azerbaiyán. Es además, miembro de la Academia Nacional de Ciencias de Azerbaiyán.

## Biografía
Sevda Mammadaliyeva nació el 14 de noviembre de 1946 en Bakú, como hija del químico Yusif Mammadaliyev.
En 1962 ingresó a la Universidad Estatal de Bakú, de la cual se graduó con honores en 1967. En el mismo año ingresó al curso de posgrado de la Academia de Ciencias de la República de Azerbaiyán y comenzó su actividad científica.
Entre 1970 y 1983 trabajó en los institutos de investigación de la Academia de Ciencias de la República de Azerbaiyán como investigadora. Durante estos años, recibió el título de científico senior (1974) y profesor asociado (1983).
En 1983 comenzó su actividad pedagógica en la Universidad de Arquitectura y Construcción de Azerbaiyán, se ha desempeñado también, como directora del departamento. En 1987 realizó una pasantía en el Instituto de Filosofía y Derecho de la Academia de Ciencias de la República de Azerbaiyán.
En enero de 1994 defendió su tesis doctoral sobre "Filosofía social" en el Consejo Científico Especializado del Instituto de Filosofía y Derecho de la Academia de Ciencias de la República de Azerbaiyán.
En 1994 recibió la medalla "Bilik" de la Asociación de Educación de Azerbaiyán por sus trabajos en el campo de la ciencia, la cultura y la educación.
En 1997 recibió el título académico de profesor.
En 1999, fue elegida Jefa del Departamento de la Universidad de Arquitectura y Construcción de Azerbaiyán.
Sus obras fueron reconocidas no solo en Azerbaiyán, sino también por la comunidad científica internacional. En 1997, fue elegida miembro de pleno derecho de la Academia Internacional de Ecoenergía, miembro extranjero de la Academia Rusa de Ecología y miembro de la Academia Internacional de NOOSFERA en 2000, por su trabajo en filosofía social.